# Pitín
Pitín település Csehországban, a Uherské Hradiště-i járásban. Pitín Žítková, Hostětín, Bojkovice, Rudimov, Slavičín, Šanov és Felsőszúcs településekkel határos. Lakosainak száma 923 fő (2024. január 1.).

## Népesség
A település lakosságának változását az alábbi diagram mutatja:
| Lakosok száma | 846  | 972  | 1215 | 1119 | 1081 | 937  | 911  | 910  | 905  | 923  |
|               | 1869 | 1890 | 1921 | 1950 | 1980 | 2001 | 2017 | 2019 | 2022 | 2024 |